# پوله
پوله، روستایی در دهستان شورم بخش زیلایی شهرستان مارگون در استان کهگیلویه و بویراحمد ایران است. این روستا، مرکز دهستان شورم است.

## جمعیت
بر پایه سرشماری عمومی نفوس و مسکن در سال ۱۳۹۵، جمعیت این روستا برابر با ۲۶۶ نفر (۶۰ خانوار) بوده است.